# Machiko Nakanishi
Machiko Nakanishi (Japans: 中西真知子 Nakanishi Machiko) (Osaka, 19 november 1976) is een Japanse triatlete. Haar beste resultaat is een derde plek op het Aziatisch kampioenschap en een derde plek tijdens een wereldbekerwedstrijd. Ze heeft als bijnaam Machi.
In 2004 nam ze deel aan de triatlon op de Olympische Spelen van Athene. Hierbij behaalde ze een 20e plaats met een tijd van 2:08.51,06.
Ze studeerde economie aan de St. Andrews Universiteit in Osaka.

## Titels
- Aziatisch kampioene triatlon: 1999, 2002, 2004

## Palmares

### triatlon
- 1998: 43e WK olympische afstand in Lausanne - 2:18.26
- 1999: 6e ITU wereldbekerwedstrijd in Noosa
- 1999: 42e WK olympische afstand in Montreal - 2:01.17
- 2000: 5e ITU wereldbekerwedstrijd in Ishigaki
- 2000: 8e ITU wereldbekerwedstrijd in Kona
- 2000: 8e ITU wereldbekerwedstrijd in Tiszaujvaros
- 2000: 19e WK olympische afstand in Perth
- 2001:  ITU wereldbekerwedstrijd in Yamaguchi
- 2001: 9e ITU wereldbekerwedstrijd in Ishigaki
- 2002: 9e ITU wereldbekerwedstrijd in Ishigaki
- 2002: 9e ITU wereldbekerwedstrijd in Tiszaujvaros
- 2002: 9e ITU wereldbekerwedstrijd in Makuhari
- 2002: 16e WK olympische afstand in Mexico
- 2003: 9e ITU wereldbekerwedstrijd in Tongyeong
- 2003: 7e ITU wereldbekerwedstrijd in Makuhari
- 2003: 25e WK olympische afstand in Nieuw-Zeeland
- 2004:  Aziatisch kampioenschap
- 2004: 6e ITU wereldbekerwedstrijd in Mazatlan
- 2004: 6e WK olympische afstand in Portugal
- 2004: 20e Olympische Spelen van Athene
- 2006: 41e WK olympische afstand - 2:11.58
- 2011: 55e WK sprintafstand in Lausanne - 1:05.19